# Докукіно (Ардатовський район)
Докукіно  (рос. Докукино) — присілок в Росії у складі Ардатовського району Нижньогородської області. Входить до складу Личадеєвської сільської ради.

## Географія
Село розташоване на лівому березі річки Теши при впадінні в неї Нучи.

## Населення
| 1999 | 2002 | 2010 |
| ---- | ---- | ---- |
| 237  | ↘205 | ↘166 |